# Tarik Jamil
Tarik Jamil (Tulamba, Pakistan, 1953) és un xeic islàmic especialment apreciat pels seus discursos a favor de la pau, l'entesa entre religions i la convivència. Dedicat a l'estudi de la religió durant 10 anys a la madrassa de Raiwand, Tarik Jamil va esdevenir un àlim, un jurisconsult musulmà. D'aleshores ençà s'ha dedicat a impartir xerrades arreu del món instant la gent a seguir els valors islàmics i a posar-los en pràctica en la seva vida diària. Dona una visió de l'islam que emfasitza el seu caràcter no violent, apolític i no sectari. El seu estil planer i directe li ha donat fama arreu del món, especialment entre la comunitat pakistanesa.